# هنری فورد کمپانی

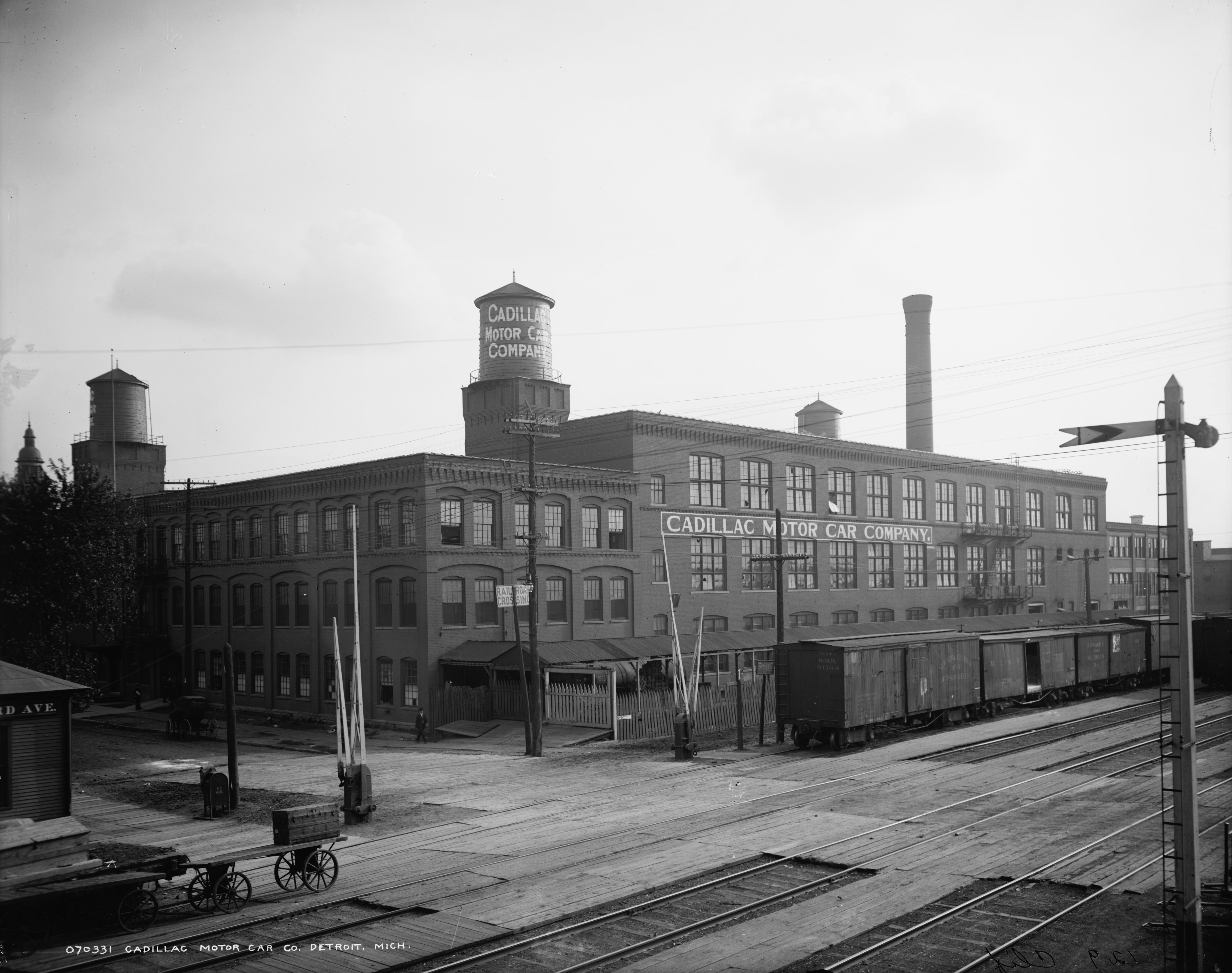
تصویر اولین محل کارخانه

هنری فورد کمپانی، (به انگلیسی: Henry Ford Company) شرکت خودروسازی آمریکایی بود، که در سال ۱۹۰۱ در پی تجدید ساختار شرکت دیترویت اتومبیل کمپانی، توسط هنری فورد و دو سرمایه‌گذار بنام‌های ویلیام مورفی و لموئل بوون، تأسیس شد.
یک سال بعد، هنری فورد پس از اختلاف با حامیان مالی شرکت هنری فورد کمپانی، در ۱۹۰۲ این شرکت را ترک کرد و در سال ۱۹۰۳ شرکت خودروسازی فورد را راه‌اندازی کرد.
پس از جدایی فورد، در ماه اوت ۱۹۰۲ هنری ام. لیلند جایگزین وی شد. مالکان شرکت، نام فورد را نیز از شرکت حذف کردند و پس از سازماندهی مجدد، به افتخار بنیانگذار ایالت دیترویت؛ آنتواین دلا موته کادیلاک، شرکت جدید را کادیلاک نامگذاری کردند.